# 田中麻耶
田中 麻耶（たなか まや、1991年1月19日  - ）は、南気象予報士事務所所属のフリーアナウンサー。気象予報士、防災士。元メ～テレアナウンサー。元セント・フォース所属。

## 来歴
兵庫県神戸市出身。神戸女学院中学部・高等学部、慶應義塾大学商学部卒業。
大学は推薦入試で入学。ストリートダンスサークルに所属した。アルバイトは日本テレビイベントコンパニオンを務める。アナウンススクールはテレビ朝日アスクに通っていた。
2013年、大学卒業と共に名古屋テレビ放送（メ〜テレ）にアナウンサーとして入社。6月18日のスポットニュースにてアナウンサーデビューを果たす。同年の『速報!甲子園への道』名古屋ローカルパートのMCを担当した。また第95回全国高等学校野球選手権大会を中継した朝日放送の『全国高校野球選手権大会中継』「燃えろ!ねったまアルプス」のコーナーでは東海三県の代表校（愛知県代表：愛知工業大学名電高等学校、岐阜県代表：大垣日本大学高等学校、三重県代表：三重高等学校）のアルプススタンド応援団リポートを担当した。
入社2年目となった2014年4月からは『ドデスカ!』のコーナーリポーターなどを担当していた。
2017年9月末でメ〜テレを退社。
2017年の夏に気象予報士の資格を取得した。同年10月よりセント・フォース所属のフリーアナウンサーへ転身。
同年10月から『TOKYO MX NEWS』のキャスターを担当。2020年3月31日に同番組を卒業。
2020年8月から『日テレNEWS24』のキャスターを担当。
2021年7月、2020年東京オリンピックの聖火ランナーとして点火セレモニーに参加。
2022年3月、『日テレNEWS24』のキャスターを卒業。
2022年に大阪府に移住し、南気象予報士事務所に所属。同年、結婚した。
2023年8月2日にInstagramで第一子の男児を出産したことを報告。

## 人物・エピソード
- 趣味：ダンス、ホットヨガ、旅行[1]
- 資格：漢字検定準1級[1]
- 坂道シリーズが好きで、乃木坂46のライブは毎年参加している[25]。
- 実家は名古屋にあり[26][27]、家族は祖父母、母[28]、姉、妹がいる[29]。
- 普段は標準語で関西弁は喋らないが、関西出身の友人といるとつられて関西弁になる[30]。

### 交友関係
- 中京テレビアナウンサーの平山雅は、学年は1つ違いだが日本テレビイベントコンパニオンの仲間である[31]。
- 日本テレビイベントコンパニオンの同期で大学の同級生に、赤木野々花（NHKアナウンサー）、渋佐和佳奈（元東日本放送、現WOWOWアナウンサー）[32][33]が居る[2]。同じアナウンススクール出身。
- アナウンサーの保里小百合（NHK）[34][33]は大学の同級生。中川栞（元琉球朝日放送、元テレビ大阪）[30][35]、森遥香（元東日本放送）[35]、後藤晴菜（日本テレビ）[36]、林美沙希（テレビ朝日）[37]は同期。林以外は同じアナウンススクール出身。

## 出演番組
〇印は出演中

### メ〜テレアナウンサー勤務時
- 速報!甲子園への道（2013年7月、名古屋ローカルパートMC）
- 全国高校野球選手権大会中継（朝日放送制作、2013年・2014年、「燃えろ!ねったまアルプス」リポーター）
- 全国おもしろニュースグランプリ（2013年12月31日）
- 名古屋行き最終列車（第3弾・第2夜、2015年2月5日、保育士 役）
- パネルクイズ アタック25 女性アナウンサー大会（朝日放送制作、2017年3月5日）- 池谷麻依（当時テレビ朝日アナウンサー）とペアを組み優勝。
- Spoken!（2015年4月 - 9月、2016年2月 - 2017年5月）
- ザキとロバ（2016年4月29日 - 2017年9月）[注釈 1]
- メ〜テレNEWS

### セント・フォース
- TOKYO MX NEWS（TOKYO MX、2017年10月2日 - 2020年3月31日 、キャスター）[15]
- 選挙CROSS（TOKYO MX、2017年10月22日、キャスター）
- ツイセキ！TOKYO2018（TOKYO MX、2018年1月1日、キャスター）
- 報道特別番組　平成に幕～新たな時代へ～（TOKYO MX、2019年4月30日、キャスター）
- 報道特別番組　新天皇即位～新たな時代～（TOKYO MX、2019年5月1日、キャスター）
- 日テレNEWS24（2020年8月 - 2022年3月、キャスター）
- MY BEST WAY（BSテレビ東京、2020年10月6日・10月13日）- ドライブパートナー
- 総理の夫（映画、2021年9月23日）

### 南気象予報士事務所
- ほっと関西（NHK大阪、2024年4月1日 - 2025年3月24日、月曜担当、気象キャスター）